# 휴이노
휴이노는 인공지능 기반의 웨어러블(wearable) 의료기기를 연구개발하는 대한민국의 기업이다.

## 역사
- 2014년 설립
- 2023년 사외이사 3명을 신규 선임했다[1]
- 2023년 NH투자증권을 주관사로 기술특례 상장을 준비중이다[2]

## 자회사
- (주)휴이노에임

## 제품
- 시계형 심전도 측정기(MEMO Watch)
- 패치형 심전도 측정기(MEMO Patch)
- 인공지능 심전도 분석 소프트웨어(MEMO A.I)
- 원격 모니터링 기반의 디지털 헬스케어 플랫폼

## 투자
- 2016년 미래에셋캐피탈의 시드투자[3]
- 2019년 유한양행, 시너지아이비투자, 데일리파트너스, 스마일게이트인베스트먼트, 아주IB투자, 네오플럭스, 신한캐피탈 등이 참여한 시리즈 A[4]
- 시리즈 B: 유한양행
- 시리즈 C(프리IPO): KTB 네트워크, 퓨처플레이, NH투자증권, 메리츠 증권[5] SL인베스트먼트, 에이원벤처스

## 참고문헌
1. ↑  이권구, 휴이노, 사외이사 3인 신규 선임..."경영 투명성 제고", 팜뉴스, 2023.05.25
2. ↑  이명관, 3000억 밸류 '휴이노', VC 재투자 봇물, 더벨, 2021-12-15
3. ↑  이명관, 3000억 밸류 '휴이노', VC 재투자 봇물, 더벨, 2021-12-15
4. ↑  박도영, 휴이노, 83억 원 규모 '시리즈 A' 투자유치 성공, 메디게이트, 2019-08-19
5. ↑  휴이노, 시리즈 C 투자 435억원 유치 성공, 이엠디, 2021.12.27